# Ото Виктор II фон Шьонбург
Ото Виктор II Хуго Сигизмунд фон Шьонбург (на немски: Otto Victor II Hugo Sigismund von Schönburg-Waldenburg; * 22 август 1882, Потсдам; † 14 септември 1914, Реймс, Франция) е от 1893 г. 4. княз, граф и господар на Шьонбург-Валденбург в Саксония.

## Биография
Той е големият син на наследствения принц Ото Карл Виктор фон Шьонбург-Валденбург (1856 – 1888) и съпругата му принцеса Луция фон Сайн-Витгенщайн-Берлебург (1859 – 1903), дъщеря на принц Емил Карл фон Сайн-Витгенщайн-Берлебург (1824 – 1878) и първата му съпруга румънската принцеса Пулхерия Николайевна Кантакузене-Паскану (1840 -1865). Внук е на 3. княз Ото Фридрих фон Шьонбург-Валденбург (1819 – 1893) и Памела Лабунска от Полша (1837 – 1901).
Брат е на Гюнтер (1887 – 1960), от 1914 г. 5. княз, граф и господар на Шьонбург, граф и господар на Глаухау и Валденбург, който няма деца. Сестра му София (1885 – 1936) е от 1914 г. княгиня на Албания (6 месеца), омъжена на 30 ноември 1906 г. във Валденбург за принц Вилхелм фон Вид (1876 – 1945), 1914 г. княз на Албания.
Ото Виктор посещава гимназия в Дрезден, след това следва право в университетите в Бон и Лайпциг. През май 1904 г. Ото Виктор влиза в „Leibgarde-Husarenregiment“ в Потсдам. Между 1907 и 1910 г. пътува по света и в ловни експедиции в Палестина, Египет, Судан и Абисиния. Той донася множество ловни трофеи и ценни предмети на изкуството, които по-късно са показани на обществото във „Валденбургския дворцов музей“. Ото Виктор престроява и разширява от 1909 до 1912 г. дворец Валденбург.
Ото Виктор II наследява на 13 декември 1893 г. дядо си Ото Фридрих като 4. княз на Шьонбург-Валденбург. Той е в „Първата камера“ на Саксонския парламент и защитава интересите на целия род Шьонбург. Неговият зет Вилхелм фон Вид е избран през 1914 г. за албанския трон, което повишава вниманието на рода в Европа. Така княз Ото Виктор посреща на 23 февруари 1914 г. официалната делегация на Албания с Есад паша (1863 – 1920) в дворец Валденбург.
През Първата световна война княз Ото Виктор се бие на Западния фронт, където е убит на 32 години на 14 септември 1914 г. при проучвателно яздене близо до Реймс. Той е погребан първо на фронта, малко след това е преместен в Лихтенщайн. Княз Ото Виктор II има „Големия кръст на Ордена Албрехт“ и множество други награди.
Брат му Гюнтер става след него през 1914 г. 5. княз на Шьонбург.

## Фамилия
Ото Виктор II фон Шьонбург се жени на 30 ноември 1904 г. в Мюнхен за принцеса Елеонора Анна Луция фон Сайн-Витгенщайн-Берлебург (* 13 април 1880, Мюнхен; † 20 февруари 1965, Вилдбад Кройт), дъщеря на принц Франц Емил Луитполд фон Сайн-Витгенщайн-Берлебург (1842 – 1909) и графиня Юлия Кавалканти д’Албукерке де Виленьов (1859 – 1930). Те нямат деца.
Вдовицата му Елеонора Анна Луция фон Сайн-Витгенщайн-Берлебург се омъжва втори път на 19 март 1917 г. във Вилдбад Кройт 1917 г. за херцог Лудвиг Вилхелм Баварски (1884 – 1968).